# Jock Delves Broughton
Sir Henry John Delves Broughton, 11. Baronet, DL (* 10. September 1883 in Doddington Hall, Doddington, Cheshire; † 5. Dezember 1942 in Liverpool), war ein britischer Adliger und Offizier. Bekannt wurde er vor allem durch seine Mitgliedschaft im berüchtigten Happy Valley Set und Verwicklung in den Mord an Josslyn Hay, 22. Earl of Erroll.

## Biografie
Geboren in Doddington Hall als Sohn von Sir Delves Louis Broughton, 10. Baronet, und Rosamond Broughton, erbte den Adelstitel als 11. Baronet, of Broughton, beim Tod seines Vaters im April 1914. Am 8. Juli 1913 heiratete er in erster Ehe Vera Edyth Griffith-Boscawen (1894–1968).
Er absolvierte eine Kadettenausbildung und trat anschließend 1902 als Second Lieutenant der Irish Guards in die British Army ein. 1905 wurde er zum Lieutenant befördert. Als Captain konnte er bei Ausbruch des Ersten Weltkriegs wegen Krankheit nicht mit seinem 1. Bataillon der Irish Guards auslaufen und musste ersetzt werden. 1915 wurde er zum Major befördert, fungierte 1916 zeitweise als Brigade-Major und schied im April 1919 aus gesundheitlichen Gründen aus dem aktiven Dienst aus.
Am 8. Juli 1913 hatte er in erster Ehe Vera Edyth Griffith-Boscawen (1894–1968) geheiratet. In den späten 1920er und frühen 1930er Jahren war er Mitglied des Konsortiums, das den Ensbury Park Racecourse (Pferde- und Hunderennbahn) in Kinson, Dorset, heute Teil von Bournemouth, besaß. 1937 erhielt er das Amt eines Deputy Lieutenant von Cheshire. In den 1930er Jahren musste er den größten Teil des Familienanwesens wegen Spielschulden verkaufen. 1939 wurde er des Versicherungsbetrugs verdächtigt, nachdem Schmuck seiner Frau und einige Gemälde gestohlen worden waren. Wenig später kam es zur Scheidung, und Broughton heiratete am 5. November 1940 in Durban, Südafrika, in zweiter Ehe Diana Caldwell; das Paar zog in die Kronkolonie Kenia.
Am 24. Januar 1941 wurde Josslyn Hay, 22. Earl of Erroll, außerhalb Nairobis erschossen aufgefunden. Er und Broughton waren Mitglieder des Happy Valley Set, einer Gruppe wohlhabender Aristokraten und Abenteurer, die in Kenia einem dekadenten Lebensstil frönten. Zunächst wurde Alice de Janzé, Hays Ex-Geliebte, verdächtigt, doch bald fiel der Verdacht auf Broughton, dessen Frau Diana eine Affäre mit Hay begonnen hatte. Aus Mangel an Beweisen wurde er jedoch auf freien Fuß gesetzt; die Tatwaffe konnte nicht gefunden werden. Broughton gab an, zwei seiner Pistolen seien ihm kurz zuvor gestohlen worden. 2007 berichtete Christina Nicholls im Daily Telegraph von auf Band aufgezeichneten Beweisen für Broughtons Schuld.
Broughton wurde vom Happy Valley Set verstoßen. Er kehrte alleine nach England zurück; seine Frau hatte sich bereits einen neuen Liebhaber genommen. Im Dezember 1942, wenige Tage nach seiner Ankunft, wurde er im Adelphi Hotel in Liverpool an einer Morphium-Überdosis sterbend aufgefunden. Als Todesursache wurde Selbstmord konstatiert.
Aus seiner ersten Ehe mit Diana hinterließ Broughton zwei Kinder, einen Sohn, Evelyn Delves Broughton (1915–1993), der den Baronet-Titel erbte und eine Tochter Rosamond Broughton (1917–2012), die 1938 Simon Fraser, 15. Lord Lovat, heiratete. Seine Witwe Diana heiratete noch zweimal, zunächst einen der reichsten Siedler im Happy Valley, Gilbert Covile, und später Thomas Cholmondeley, 4. Baron Delamere. Sie starb am 3. September 1987 in Ascot, England, und wurde in Kenia bestattet.
Der Mordfall inspirierte den Journalisten James Fox zu seinem 1982 erschienenen Buch White Mischief, das 1987 von Michael Radford als Die letzten Tage in Kenya verfilmt wurde.